# Темлине
Темлине (на словенски: Temljine) е село в Словения, регион Горишка, община Толмин. Според Националната статистическа служба на Република Словения през 2015 г. селото има 43 жители.